# Rạch Giá, An Giang
Rạch Giá là một phường thuộc tỉnh An Giang, Việt Nam.

## Lịch sử
Ngày 11 tháng 2 năm 2003, Chính phủ Việt Nam ban hành Nghị định số 10/2003/NĐ-CP về việc thành lập phường Vĩnh Bảo trên cơ sở 77,38 ha diện tích tự nhiên và 17.789 nhân khẩu của phường Vĩnh Lạc.
Ngày 26 tháng 7 năm 2005, Chính phủ ban hành Nghị định số 97/2005/NĐ-CP về việc thành lập thành phố Rạch Giá thuộc tỉnh Kiên Giang và phường Vĩnh Bảo trực thuộc thành phố Rạch Giá.
Ngày 24 tháng 10 năm 2024, Ủy ban Thường vụ Quốc hội ban hành Nghị quyết số 1247/NQ-UBTVQH15 về việc sắp xếp đơn vị hành chính cấp xã của tỉnh Kiên Giang giai đoạn 2023 – 2025 (nghị quyết có hiệu lực từ ngày 1 tháng 12 năm 2024). Theo đó, sáp nhập toàn bộ 1,18 km² diện tích tự nhiên và quy mô dân số là 15.990 người của phường Vĩnh Bảo vào phường Vĩnh Thanh Vân.
Ngày 12 tháng 6 năm 2025, Ủy ban Thường vụ Quốc hội ban hành Nghị quyết số 1654/NQ-UBTVQH15 về việc sắp xếp các đơn vị hành chính cấp xã của tỉnh An Giang. Theo đó, toàn bộ diện tích tự nhiên, quy mô dân số của các phường Vĩnh Quang, Vĩnh Thanh, Vĩnh Thanh Vân, Vĩnh Lạc, An Hòa, Vĩnh Hiệp, An Bình, Rạch Sỏi và Vĩnh Lợi thành phường mới có tên gọi là phường Rạch Giá.

## Hình ảnh

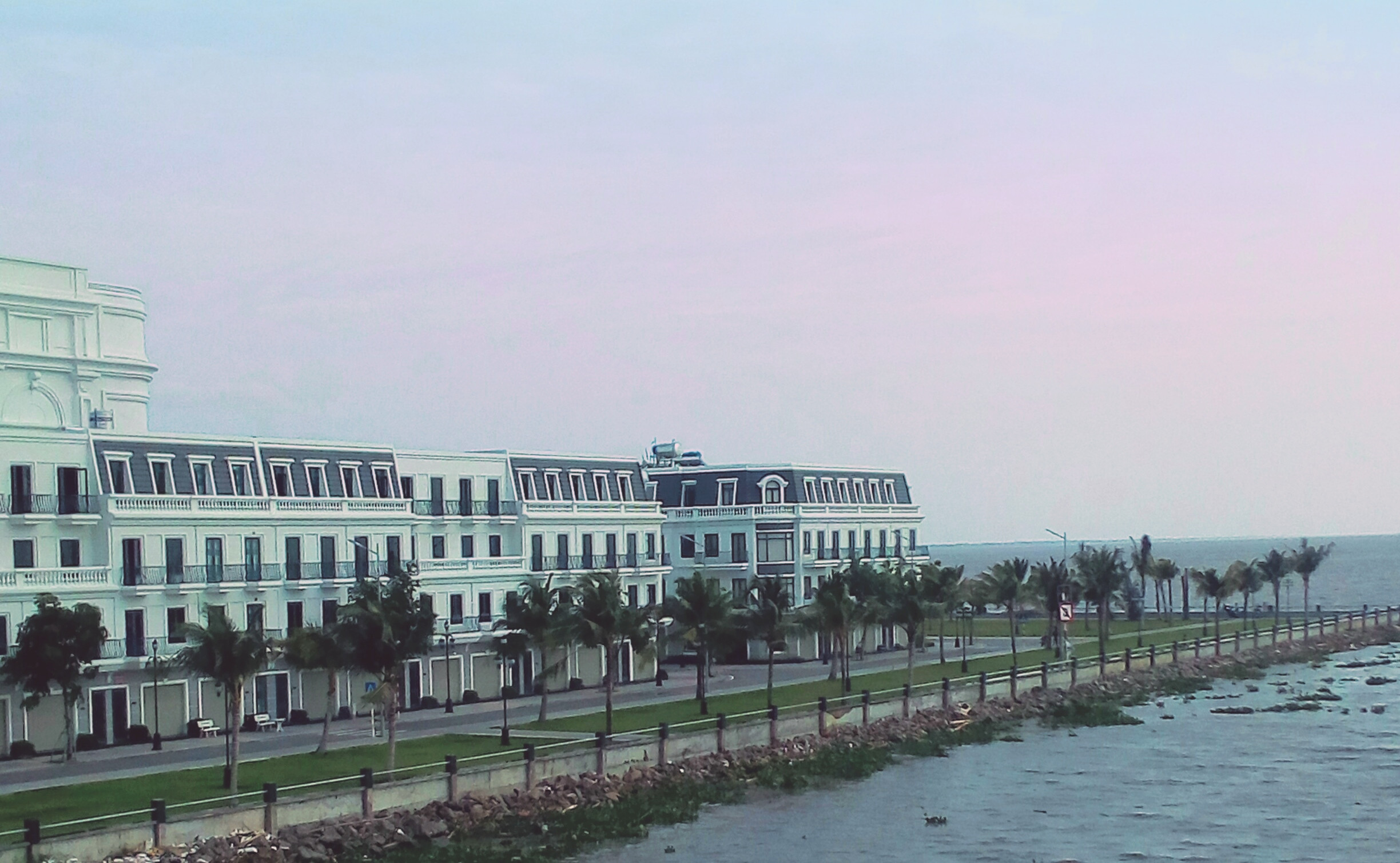
Một góc khu TT Vincom Rạch Giá
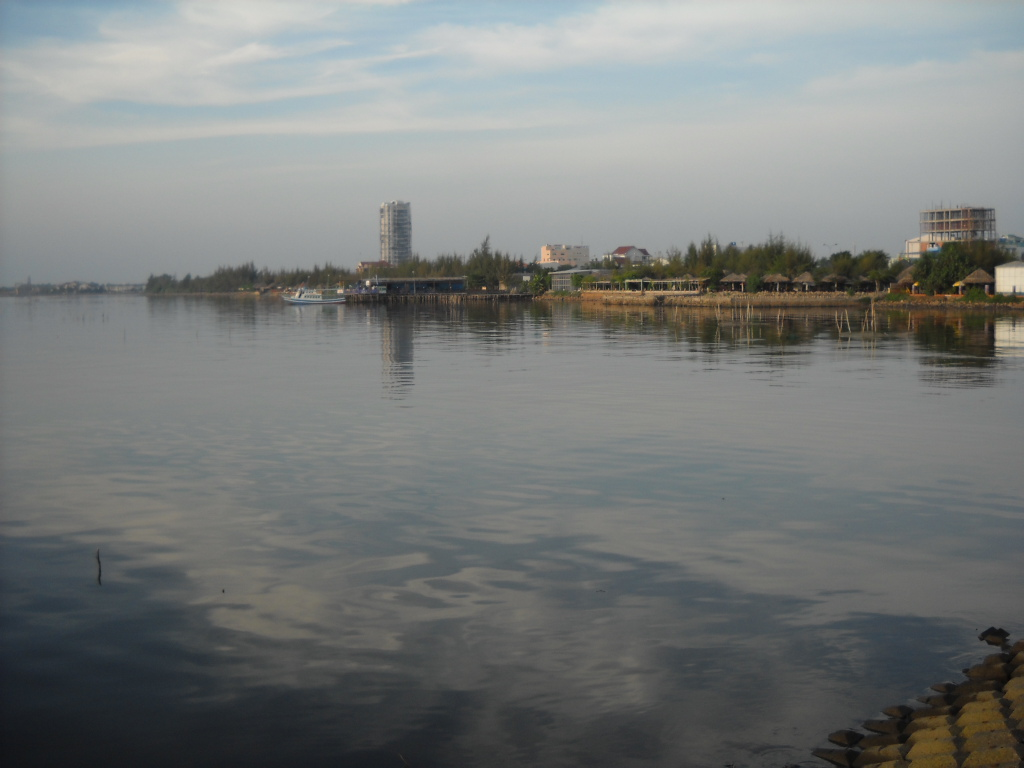
Khách sạn Sealight nhìn từ KDL Bãi Dương
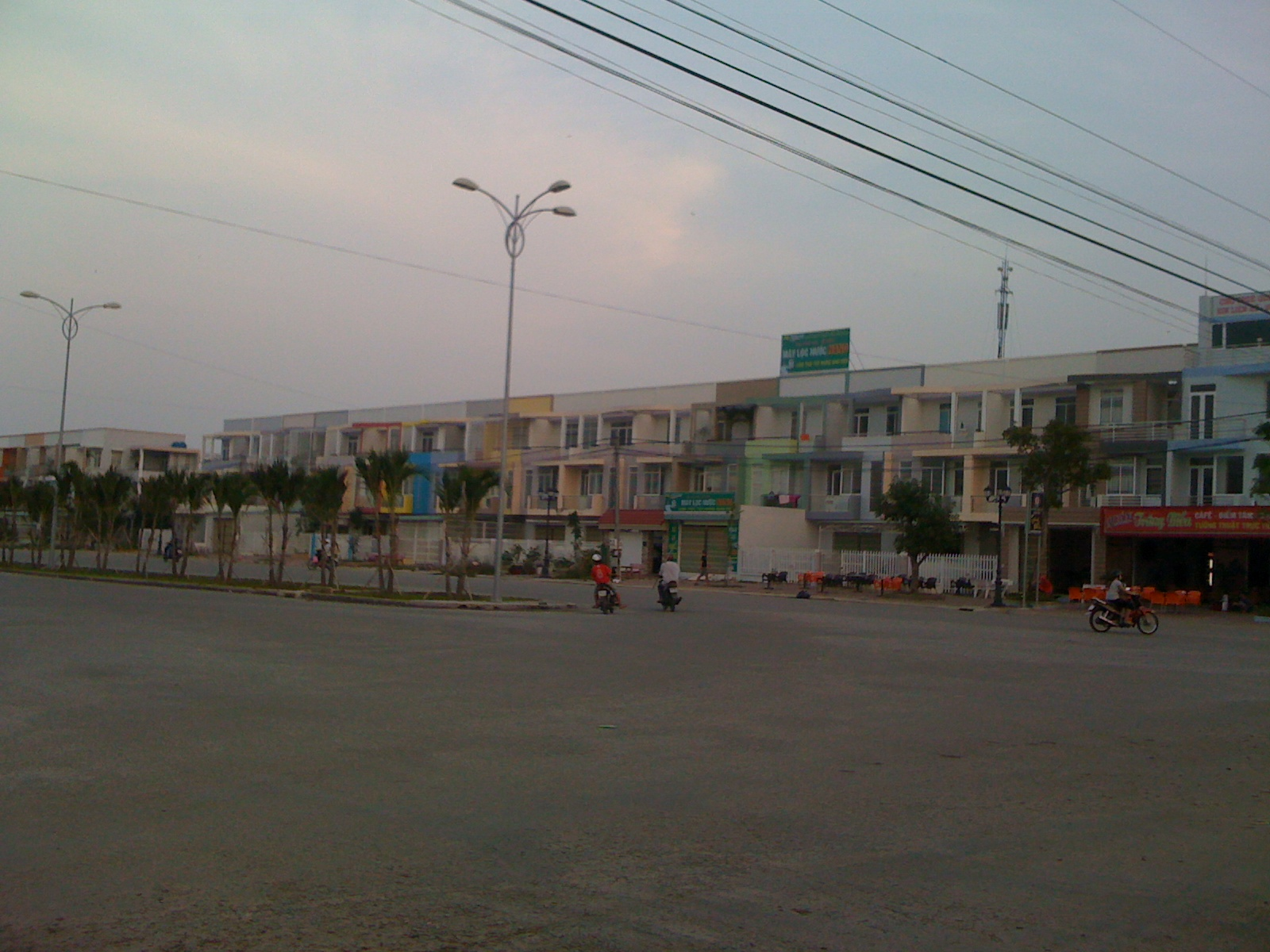
Khu dân cư đường Trần Quang Khải